# Liste der Biografien/Vik
Liste der Biografien |
Portal Biografien |
Personensuche
# |
A |
B |
C |
D |
E |
F |
G |
H |
I |
J |
K |
L |
M |
N |
O |
P |
Q |
R |
S |
T |
U |
V |
W |
X |
Y |
Z |
?
 
Va |
Vd |
Ve |
Vh |
Vi |
Vj |
Vl |
Vn |
Vo |
Vr |
Vs |
Vt |
Vu |
Vy
 
Via |
Vib |
Vic |
Vid |
Vie |
Vif |
Vig |
Vih |
Vii |
Vij |
Vik |
Vil |
Vim |
Vin |
Vio |
Vip |
Viq |
Vir |
Vis |
Vit |
Viu |
Viv |
Vix |
Viy |
Viz
Die Liste der Biografien führt alle Personen auf, die in der deutschsprachigen Wikipedia einen Artikel haben. Dieses ist eine Teilliste mit 78 Einträgen von Personen, deren Namen mit den Buchstaben „Vik“ beginnt.

## Vik
- Vik, Anne Petrea (* 1933), norwegische Politikerin
- Vik, Bjarte Engen (* 1971), norwegischer Nordischer Kombinierer
- Vik, Bjørg (1935–2018), norwegische Schriftstellerin und Dramatikerin
- Vik, Ragnar (1893–1941), norwegischer Segler
- Vik, Robin (* 1980), tschechischer Tennisspieler

### Vika
- Vika, Jonas (* 2001), norwegischer Skilangläufer
- Vikalo, Edhem (* 2002), bosnischer Sprinter
- Vikander, Alicia (* 1988), schwedische SchauspielerinAlicia Vikander (* 1988)

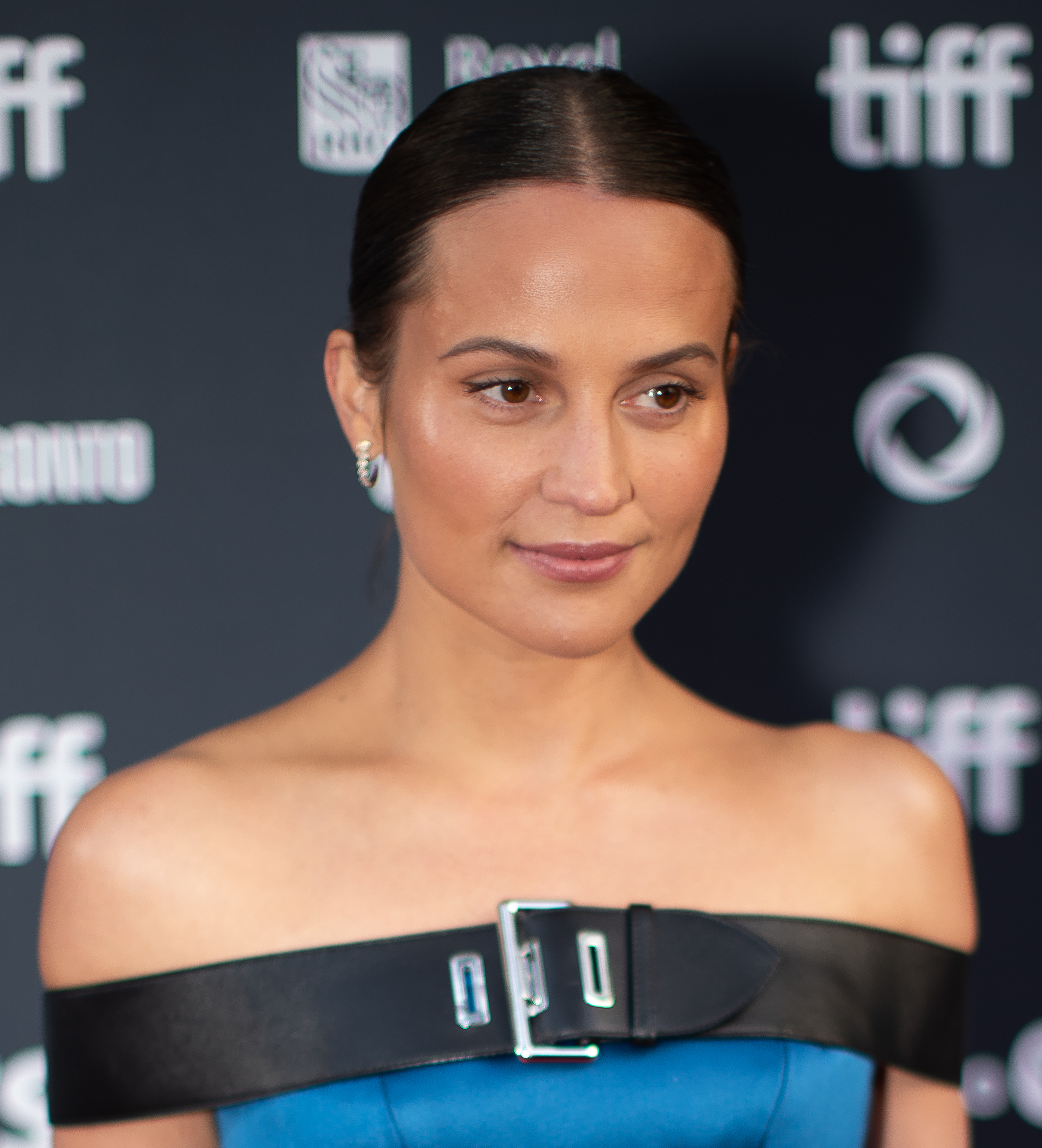
Alicia Vikander (* 1988)

- Vikas, Karl (1875–1934), österreichischer Landschaftsmaler
- Vikatos, Spyridon (1878–1960), griechischer Maler

### Vike
- Vike, Oskar Opstad (* 2004), norwegischer Skilangläufer
- Vīķe-Freiberga, Vaira (* 1937), lettische Hochschullehrerin und Politikerin, Staatspräsidentin
- Vikedal, Ryan (* 1975), kanadischer Schlagzeuger
- Vikelas, Dimitrios (1835–1908), griechischer Sportfunktionär und der erste Präsident des Internationalen Olympischen Komitees (IOC)
- Vikelidis, Kleanthis (1915–1988), griechischer Fußballspieler und -trainer
- Viken, Anne (* 1979), norwegische Tierärztin, Journalistin, Schriftstellerin und Kinderbuchautorin
- Vikene, Gunnar (* 1966), norwegischer Filmregisseur und Drehbuchautor
- Viker, Henriette (* 1973), norwegische Fußballspielerin
- Vikernes, Varg (* 1973), norwegischer Musiker und AutorVarg Vikernes (* 1973)

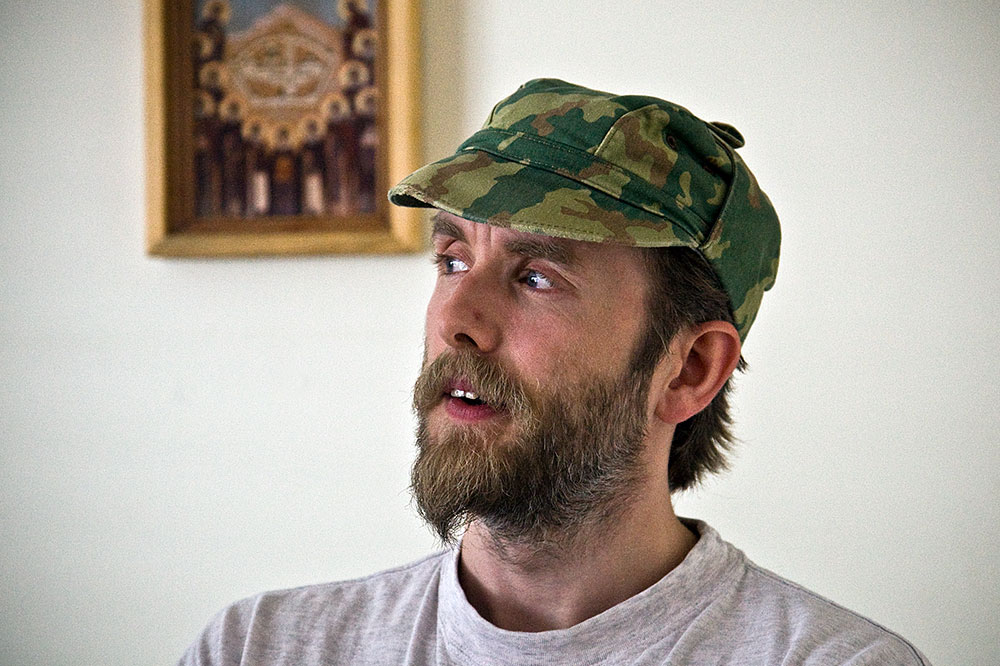
Varg Vikernes (* 1973)

- Vikestad, Runa (* 1984), norwegische Fußballspielerin

### Viki
- Vikingstad, Markus (* 1999), norwegischer Eishockeyspieler
- Vikingstad, Tore (* 1975), norwegischer Eishockeyspieler
- Víkingur Kristjánsson (* 1972), isländischer Schauspieler und Drehbuchautor
- Víkingur Ólafsson (* 1984), isländischer Pianist

### Vikl
- Viklický, Emil (* 1948), tschechischer Jazzpianist und Komponist

### Vikm
- Vikman, Anna (* 1981), schwedische Eishockeyspielerin
- Vikman, Erika (* 1993), finnische Sängerin
- Vikman, Ingrid (* 1985), schwedische Skilangläuferin
- Vikman, Mikko, finnischer Badmintonspieler

### Viko
- Vikonis, Nicolás (* 1984), uruguayischer Fußballspieler
- Viková-Kunětická, Božena (1862–1934), tschechoslowakische Autorin und Politikerin

### Vikr
- Vikram, Chiyaan (* 1966), indischer Schauspieler, Sänger und Synchronsprecher
- Vikramaditya VI. († 1126), Herrscher im südindischen Reich der Chalukya (1076–1126)

### Viks
- Viks, Priit (* 1982), estnischer Biathlet
- Viksai († 1638), König des laotischen Königreiches von Lan Xang
- Vikström, Björn (* 1963), finnischer Theologe und Bischof
- Vikström, Kjell-Arne (1951–2002), schwedischer Eishockeyspieler
- Vikström, Pentti (* 1951), finnischer Bogenschütze
- Vikström, Peter (* 1977), schwedischer Rollstuhltennisspieler

### Vikt
- Viktor, spätantiker Mosaizist
- Viktor Amadeus I. (1587–1637), Herzog von Savoyen, König von Zypern und Jerusalem
- Viktor Amadeus I. von Savoyen-Carignan (1690–1741), Fürst von Carignan und Prinz zu Savoyen
- Viktor Amadeus II. (1666–1732), König von SizilienViktor Amadeus II. (1666–1732)

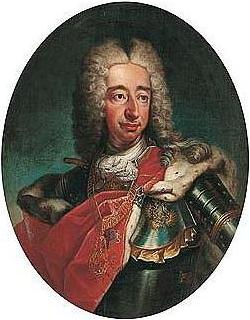
Viktor Amadeus II. (1666–1732)

- Viktor Amadeus II. von Savoyen-Carignan (1743–1780), Fürst von Carignan
- Viktor Amadeus III. (1726–1796), König von Sardinien-Piemont und Herzog von Savoyen
- Viktor Amadeus von Anhalt-Bernburg-Schaumburg-Hoym (1744–1790), Prinz von Anhalt-Bernburg-Schaumburg-Hoym und russischer General
- Viktor Arnar Ingólfsson (* 1955), isländischer Schriftsteller
- Viktor Emanuel I. (1759–1824), König von Sardinien und Herzog von Savoyen
- Viktor Emanuel II. (1820–1878), König von Sardinien-Piemont und Italien
- Viktor Emanuel III. (1869–1947), König von Italien (1900–1946) und Albanien (1939–1943), Kaiser von Äthiopien (1936–1941)Viktor Emanuel III. (1869–1947)

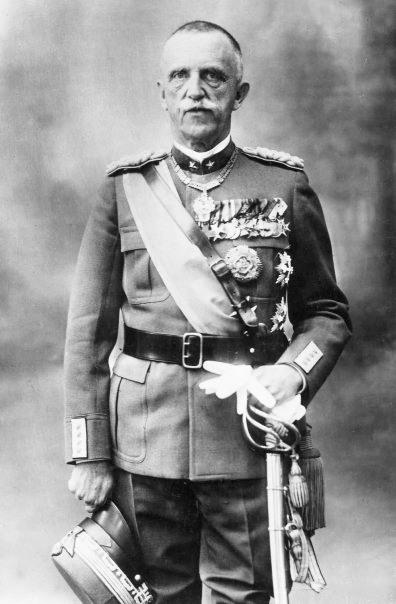
Viktor Emanuel III. (1869–1947)

- Viktor Gísli Hallgrímsson (* 2000), isländischer Handballspieler
- Viktor I., Bischof von Chur
- Viktor I. († 199), Bischof von Rom (189–199)
- Viktor I. Amadeus (1634–1718), Fürst von Anhalt-Bernburg
- Viktor I. Amadeus Adolf (1693–1772), Fürst von Anhalt-Bernburg-Schaumburg-Hoym
- Viktor II. († 1057), Vertrauter des salischen Kaiserhauses; Papst (1055–1057)
- Viktor II. Friedrich (1700–1765), Fürst von Anhalt-Bernburg
- Viktor II. Karl Friedrich (1767–1812), Fürst von Anhalt-Bernburg-Schaumburg-Hoym
- Viktor III. († 1087), Papst (1086–1087)
- Viktor IV., Gegenpapst im Jahre 1138
- Viktor IV. (1095–1164), Gegenpapst zu Papst Alexander III.
- Viktor von Marseille, christlicher Märtyrer und Heiliger
- Viktor von Xanten, Märtyrer der katholischen und der orthodoxen Kirche, Angehöriger der Thebäischen Legion
- Viktor, Georg (* 1953), deutscher Bildhauer
- Viktor, Ivo (* 1942), tschechischer Fußballtorhüter und Fußballtrainer
- Viktor, Simon (* 1984), deutscher Autor, Musiker und Künstleragent
- Viktora, Antonín (1943–2014), tschechischer Jazzgitarrist
- Viktoria Adelheid von Schleswig-Holstein-Sonderburg-Glücksburg (1885–1970), deutsche Prinzessin und durch Heirat Herzogin von Sachsen-Coburg und Gotha
- Viktoria Charlotte von Anhalt-Bernburg-Schaumburg-Hoym (1715–1792), Markgräfin von Brandenburg-Bayreuth
- Viktoria Hedwig Karoline von Anhalt-Bernburg-Schaumburg-Hoym (1749–1841), Prinzessin von Anhalt-Bernburg-Schaumburg-Hoym, Freifrau von Bärenthal, Marquise de Favry
- Viktoria von Baden (1862–1930), Königin von SchwedenViktoria von Baden (1862–1930)

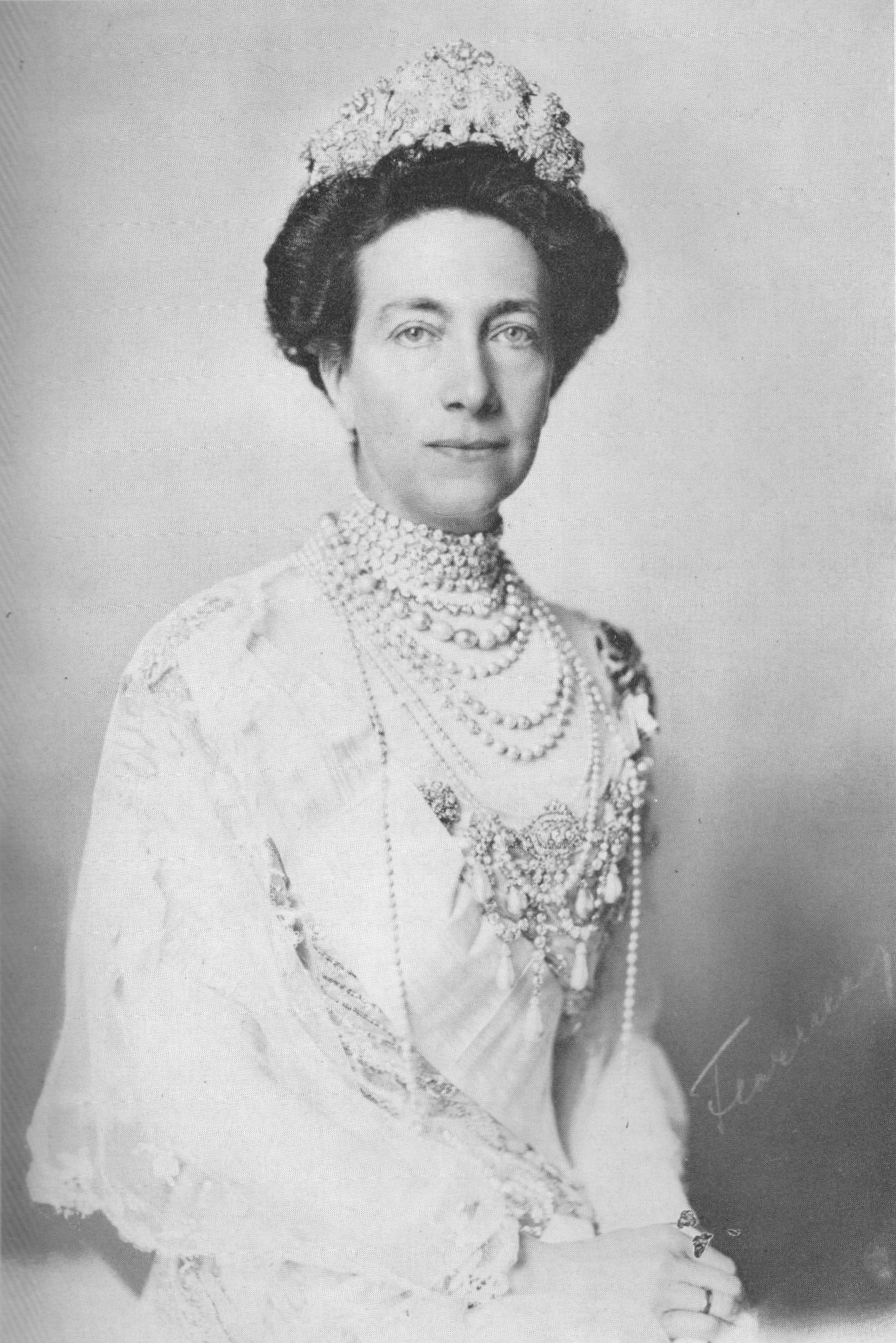
Viktoria von Baden (1862–1930)

- Viktoria von Hessen-Rotenburg (1728–1792), Prinzessin von Hessen und durch Heirat Prinzessin von Soubise
- Viktoria von Preußen (1866–1929), Tochter von Kaiserin Victoria und Kaiser Friedrich III.
- Viktoria von Sachsen-Coburg-Saalfeld-Koháry (1822–1857), deutsche Prinzessin, durch Heirat Herzogin von Nemours
- Viktoria, Vika (* 1985), deutsche Erotikdarstellerin, Webcam-Model und Unternehmerin als Gründerin der Agentur Vikamodels
- Viktorin (1443–1500), Reichsgraf; Herzog von Münsterberg und Troppau; Graf von Glatz
- Viktorin von Podiebrad (1403–1427), böhmisch-mährischer Adliger und Anhänger der Hussiten, Vater des böhmischen Königs Georg von Podiebrad
- Viktorovitch, Alexandra (* 2000), schwedische Tennisspielerin